# Silapathar
Silapathar é uma cidade e uma town area committee no distrito de Dhemaji, no estado indiano de Assam.

## Demografia
Segundo o censo de 2001, Silapathar tinha uma população de 22 307 habitantes. Os indivíduos do sexo masculino constituem 53% da população e os do sexo feminino 47%. Silapathar tem uma taxa de literacia de 69%, superior à média nacional de 59,5%: a literacia no sexo masculino é de 75% e no sexo feminino é de 63%. Em Silapathar, 14% da população está abaixo dos 6 anos de idade.